# Anaïs Berruti
Anaïs Berruti est une militante associative monégasque engagée pour les droits des personnes LGBT+. Elle est principalement connue pour être l'une des quatre cofondatrices de Mon'Arc en Ciel, la première association LGBTIA+ reconnue à Monaco, créée en mai 2024. Ouvertement lesbienne, mère d'un enfant, elle milite activement pour la reconnaissance juridique des couples de même sexe et des familles homoparentales dans la Principauté.

## Biographie
Anaïs Berruti grandit à Monaco et y réside avec sa conjointe, Isabelle Berruti, avec qui elle forme un couple marié. Ensemble, elles sont les mères d'un enfant. Leur expérience personnelle des lacunes légales entourant les droits parentaux et conjugaux pour les couples de même sexe les conduit à s'engager publiquement.
Dans un témoignage relayé par la presse monégasque, elle souligne les obstacles administratifs et symboliques rencontrés : refus de reconnaissance de la double parentalité, incertitudes liées au statut de la conjointe non biologique, difficulté à faire valoir leur structure familiale dans les institutions publiques ou scolaires.

## Militantisme

### Mon'Arc en Ciel
Le 17 mai 2024, Anaïs Berruti cofonde Mon'Arc en Ciel aux côtés d'Isabelle Berruti, Laure Bernardi et Cynthia Salvanhac. Il s'agit de la première association officiellement enregistrée à Monaco dédiée à la défense des droits des personnes LGBTIA+,.
L'association a pour but de défendre les droits juridiques et sociaux des couples de même sexe ; de lutter contre les discriminations fondées sur l'orientation sexuelle ou l'identité de genre ; d'offrir des espaces de parole, de soutien et de visibilité aux personnes LGBT+ vivant ou travaillant à Monaco et de promouvoir des actions de sensibilisation auprès des institutions monégasques, des écoles, du corps médical et du grand public.
Anaïs Berruti joue un rôle moteur dans les campagnes publiques de l'association, incarnant une parole familiale, concrète, et enracinée dans le quotidien des citoyens et citoyennes LGBT de la Principauté.

### Familles homoparentales
Le combat d'Anaïs Berruti se concentre particulièrement sur la reconnaissance des familles homoparentales. Monaco ne reconnaissant ni le mariage entre personnes de même sexe, ni l'adoption conjointe, ni la parentalité double pour les couples homosexuels, elle milite pour une égalité réelle en matière de droits familiaux.

### Visibilité LGBT à Monaco
Anaïs Berruti participe activement à la montée en visibilité de la communauté LGBT dans un contexte local historiquement discret sur ces enjeux. Elle contribue à une reconfiguration du débat public à Monaco, longtemps dominé par une approche silencieuse ou purement tolérante de la diversité sexuelle, à travers les événements organisés par Mon'Arc en Ciel (des débats publics, des rencontres citoyennes, des campagnes numériques).
L'association qu'elle co-dirige reçoit en 2024 le soutien symbolique de Camille Gottlieb, fille de la princesse Stéphanie de Monaco, qui participe pour la première fois à une Marche des fiertés organisée en Principauté. Ce geste marque un tournant symbolique pour la reconnaissance publique des enjeux LGBT dans les sphères proches de la famille princière.

### Ses autres engagements
Outre ses activités avec Mon'Arc en Ciel, Anaïs Berruti participe à des réseaux transnationaux d'échange entre militants LGBT+ francophones, en particulier dans des contextes similaires comme Andorre, le Luxembourg ou le Liechtenstein, où les droits LGBT évoluent lentement.
Elle encourage également le dialogue intergénérationnel et les actions de prévention contre les violences psychologiques et l'isolement, notamment chez les jeunes LGBT.

## Impact
Le militantisme d'Anaïs Berruti est salué dans la presse locale et internationale comme un acte de courage civique dans un État connu pour son conservatisme institutionnel. Son approche, ancrée dans la réalité des familles et des droits humains, contribue à ouvrir des espaces de dialogue inédits dans la société monégasque.
Des journaux comme Monaco-Matin, Nice-Matin, Têtu ou France 3 Côte d'Azur relaient ses prises de parole et celles de ses collègues. Elle est régulièrement invitée à des forums associatifs et à des échanges avec les autorités locales.